# Kommerzielle Bildung
Kommerzielle Bildung (auch for-profit Bildung) bezieht sich auf Bildungseinrichtungen, die von privaten, gewinnorientierten Unternehmen betrieben werden. For-Profit-Bildung ist in vielen Teilen der Welt verbreitet und macht mehr als 70 % des Hochschulsektors in Malaysia, Japan, Südkorea, Indonesien und den Philippinen aus.

## Gewinnorientierung an Hochschulen
Debatten über Gewinnorientierung an Hochschulen gibt es, besonders in den USA, schon seit dem frühen 20. Jahrhundert. Wegweisend war hier etwa Thorstein Veblens berühmter Aufsatz zum Thema von 1918 "The Higher Learning in America" mit dem Untertitel "A Memorandum on the Conduct of Universities by Business Men". Während man einen generellen Anstieg von extern eingeworbenen Geldern an Universitäten und Hochschulen verzeichnen kann, gibt es eine klare Unterscheidung zwischen gemeinnützigen (non-profit) und gewinnorientierten (for-profit) Hochschulen und deren Organisationsstrukturen und Ausrichtungen.
Die University of Phoenix war ein Pionier der kommerziellen Bildung mit über 80.000 Studierenden und einem Schwerpunkt auf Online-Lernen und Erwachsenenbildung.

## Österreich
Laut einer Einschätzung des Wissenschaftsrats Österreichs aus dem Jahre 2016 sind sowohl die Danube Private University als auch die Sigmund Freud Privatuniversität Wien als for-profit Einrichtungen einzustufen.

## Australien
Im Jahr 2011 gab es in Australien über 170 gewinnorientierte Hochschuleinrichtungen, die 6 % der gesamten Studierendenschaft ausmachten. Sie sind den öffentlichen Universitäten rechtlich gleichgestellt, es gab jedoch Bedenken, hinsichtlich der Qualitätssicherung und der Standards in externen Audits.
Ebenso gab es Bedenken hinsichtlich der geringen Vertretung indigener Studierender, Studierenden mit schwachem sozioökonomischen Hintergrund und nicht englischsprachigem Elternhaus.

## Vereinigtes Königreich
Das Vereinigte Königreich erlaubt keine kommerziellen Schulen (unabhängige Schulen sind meistens gemeinnützige Trusts), aber es gibt eine Reihe von kommerziellen Einrichtungen in der Hochschulbildung.
Im Hochschulbereich gibt es dagegen eine große Anzahl von gewinnorientierten Anbietern. Eine Studie des Ministeriums für Wirtschaft, Innovation und Qualifikationen identifizierte 674 privat finanzierte Institutionen und schätzte, dass die Mehrheit gewinnorientierte Unternehmen waren (basierend auf Umfrageergebnissen von 249 Anbietern, von denen 136 als gewinnorientiert identifiziert wurden). Die meisten der 136 kommerziellen Hochschulen, waren entweder nicht auf ein Fachgebiet spezialisiert (56) oder legten den Schwerpunkt auf Wirtschaft, Management und Buchhaltung (49).

## Vereinigte Staaten von Amerika
Es gibt zwei Arten von kommerziellen Bildungseinrichtungen in den USA. Die erste Gruppe umfasst postsekundäre Einrichtungen, die als kommerzielle Unternehmen tätig sind und von jedem eingeschriebenen Studierenden Gebühren erhalten. Die zweite Art von for-profit Einrichtungen, die in den Vereinigten Staaten weniger verbreitet ist, sind Privatschulen, die als Unternehmen betrieben werden.